# Stauromedusae
De Stauromedusae, in het Nederlands wel gesteelde kwallen genoemd, zijn een orde van neteldieren uit de klasse van de Staurozoa.

## Onderorden
- Amyostaurida
- Myostaurida

## Families
- Craterolophidae Uchida, 1929